# Phlojodicarpus turczaninovii
Phlojodicarpus turczaninovii là một loài thực vật có hoa trong họ Hoa tán. Loài này được Sipliv. miêu tả khoa học đầu tiên.